# Margarethapolder
De Margarethapolder is een polder die ten oosten van Terneuzen is gelegen, in de Nederlandse provincie Zeeland. Ze behoort tot de Zaamslagpolders.
De polder lag ten noorden van de Zaamslagpolder en de Krekepolder, en het was oorspronkelijk een schorrengebied, dat in 1737 bekwaam om bedijkt te worden werd bevonden. In 1742 werd zij uijt den souten bedijkt, en ze werd vernoemd naar Margaretha de Mauregnault, die een van de ambachtsvrouwen van Zaamslag was. De polder besloeg 253 ha,
Verder noordwaarts kon men niet gaan. Dijkval dreigde, voor het eerst werd de zeedijk beschadigd op 15 november 1775. Er werd toen een inlaagdijk aangelegd. In 1800 vond dijkval plaats, waarbij de inlaag onder water kwam te staan, en op 22 januari 1802 overstroomde de gehele polder. Men legde toen een inlaagdijk aan van de (huidige) buurtschap Val in westelijke richting. Op 15 januari 1808 overstroomde de polder nogmaals, door het laten openstaan van een sluis. Sindsdien is de polder nooit meer overstroomd. Toen is het wiel bij Val ontstaan en daarna zijn de nieuwe dijken in een karakteristieke vorm om het wiel heen gelegd.
In het noorden van deze polder heeft Napoleon nog een marinedok willen aanleggen. Dit project is voltooid in 1807 en in 1809 werd een Engels schip vanaf deze plek beschoten, toen ze terugschoten werd een kruitmagazijn geraakt wat resulteerde in 80 doden en 150 gewonden aan Franse zijde.

## Natuurgebied
De kreekrestanten die zich aan de noordwestkant van de polder bevinden zijn in 2006 omgezet in natuurgebied. In 2010 werd dit gebied nog uitgebreid en kwamen er wandelpaden. Het gebied trekt veel weide- en watervogels.
Op de zeedijk staat een vogeltrekpost. Ernaast is een kanon opgesteld dat verwijst naar de kustbatterij, Sainte-Marguérite genaamd, die Napoleon hier wilde bouwen. De naam van de nabijgelegen buurtschap, Griete, met haventje, herinnert hier nog aan.